# Гіпеаструм
Гіпеа́струм (Hippeástrum) — рід рослин родини амарилісові (Amaryllidaceae). Рід включає близько 90 видів.
Назва роду походить від дав.-гр. ἱππεύς — «вершник» і ἄστρον — «зірка». Нерідко гіпеаструм помилково називають амарилісом. Амариліс в дикому вигляді росте в Південній Африці й представлений всього одним видом — амариліс прекрасний (Amaryllis belladonna). Роди амариліс та гіпеаструм об'єднує лише родина.

## Ботанічний опис
Представники роду гіпеаструм є багаторічними цибулинними рослинами. За своєю будовою цибулина гіпеаструма відноситься до тунікатних, тобто складається з короткого, потовщеного стебла і зімкнутих замкнутих лусок. Цибулина округла або округло-конічна, іноді здавлена з боків дочірніми цибулинами. Розмір цибулини коливається залежно від виду від 5 до 10 см в діаметрі. У верхній частині цибулина звужується і переходить в шийку 2,5-3 см довжини. Основа цибулини — денце округле або овальне, плоске, вкрите бурою відмерлої тканиною, з пучком шнуровідних коренів. У молодих цибулин денце ледь помітне, але у старих цибулин воно видається на 1,5-2 см. Внаслідок руйнування нижніх лусок денце оголюється і збільшується його довжина. Одночасно з нижньої сторони денця відбувається злущування мертвих тканин, тому денце іноді не досягає надмірної довжини, за винятком великих цибулин, у яких передчасно зруйновані луски.
Коренева система складається з придаткових коренів, які формуються по краю денця кільцем, нижче місця прикріплення цибулинних лусок, залишаючи центральну частину денця вільною. Коріння численні, м'ясисті, слабо розгалужені, діаметром 0,5-0,6 см, довжиною до 35 см. Старі корені поступово відмирають, і кільце коренів пересувається вище по стеблу. Денце є основою вкороченого конусоподібного стебла, до якого прикріплюються м'ясисті луски цибулини. Зовнішні луски зазвичай мертві, сухі, легко злущуються. Під ними розташовані соковиті замкнуті луски, що чергуються з незамкненими, в основі яких знаходяться суцвіття.

## Галерея

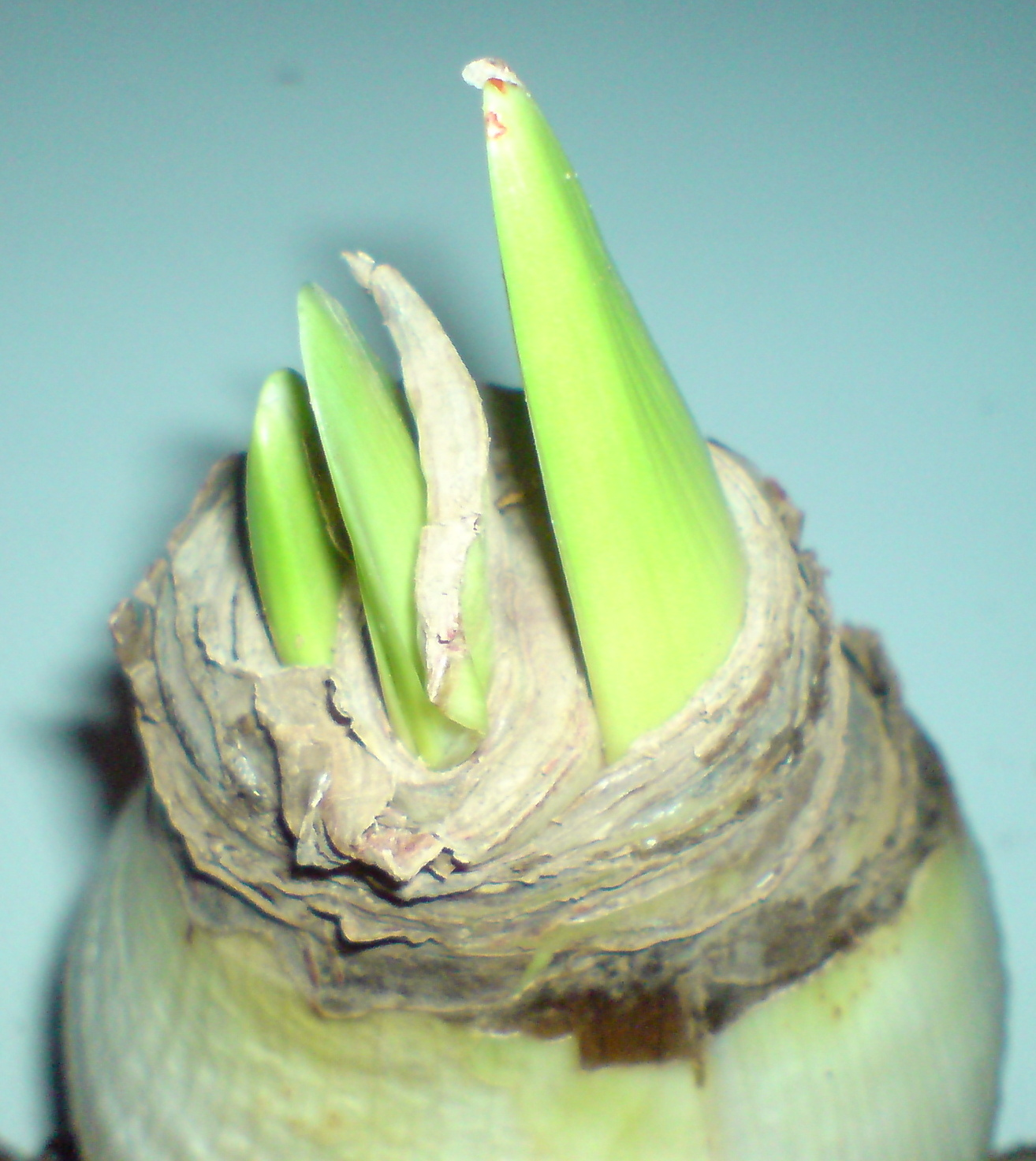
Цибулина гіпеаструма з квітковими пагонами
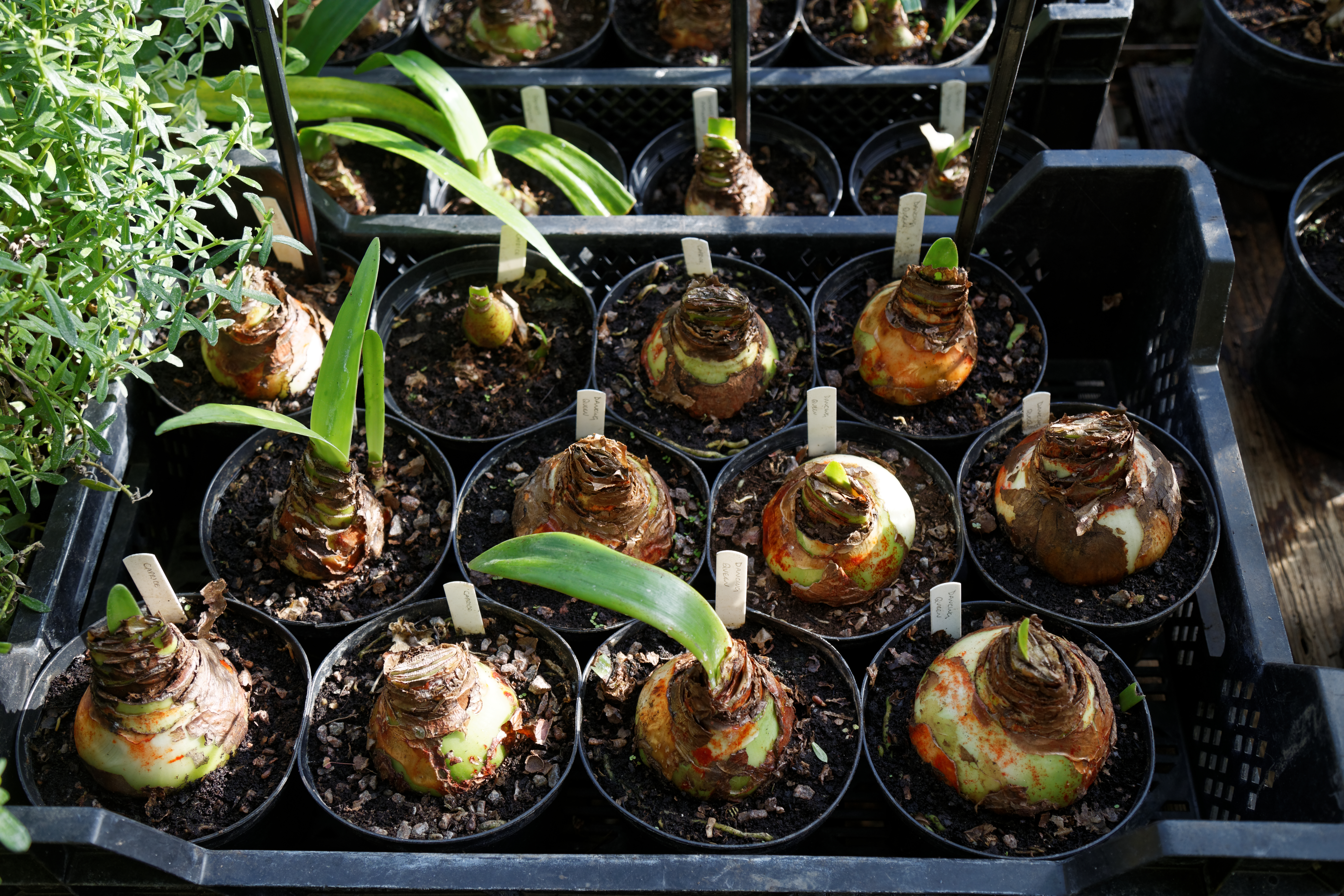
Пророщені цибулини гіпеаструма
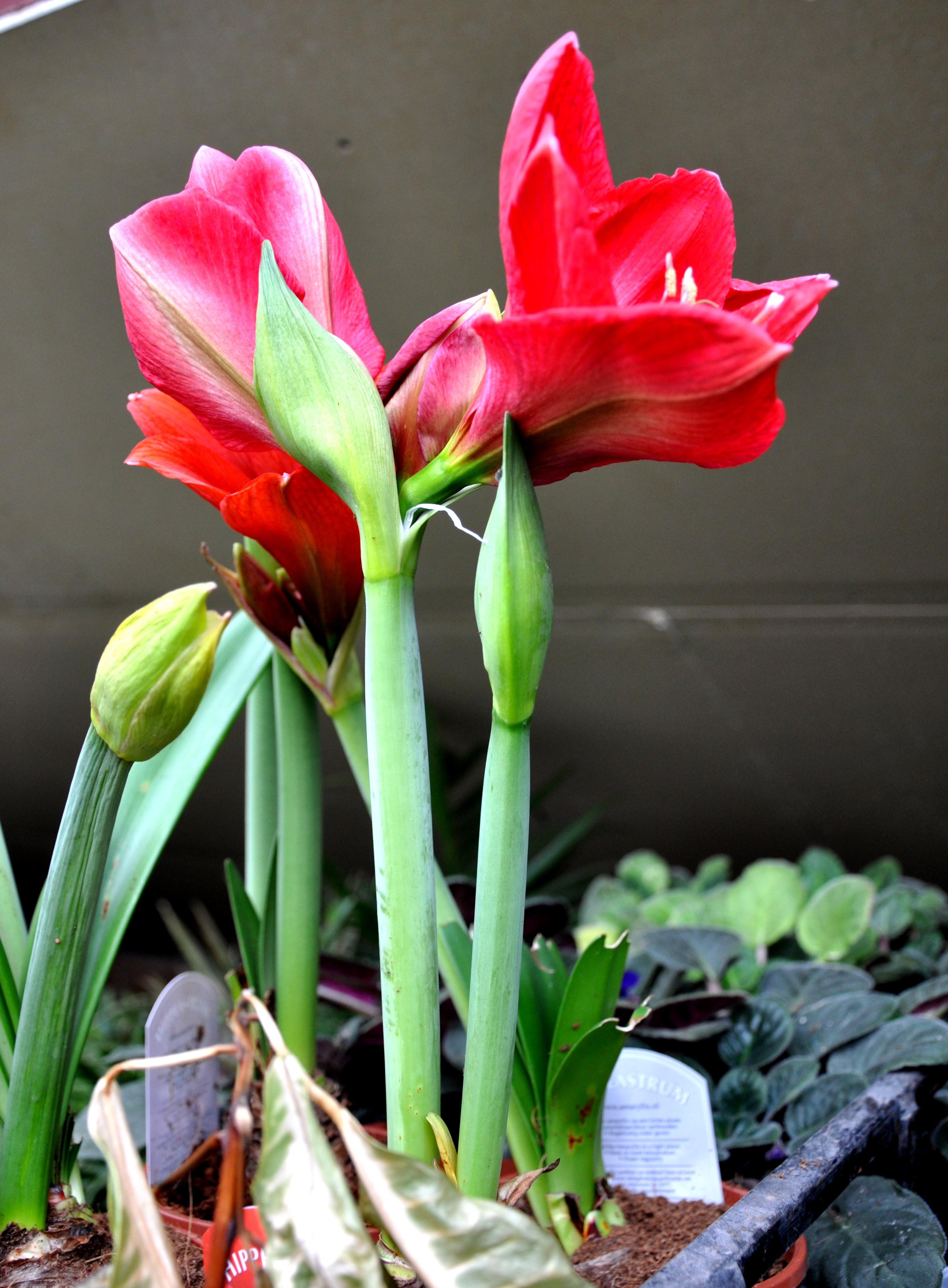
Рослина з бутонами й квітками, що розкриваються
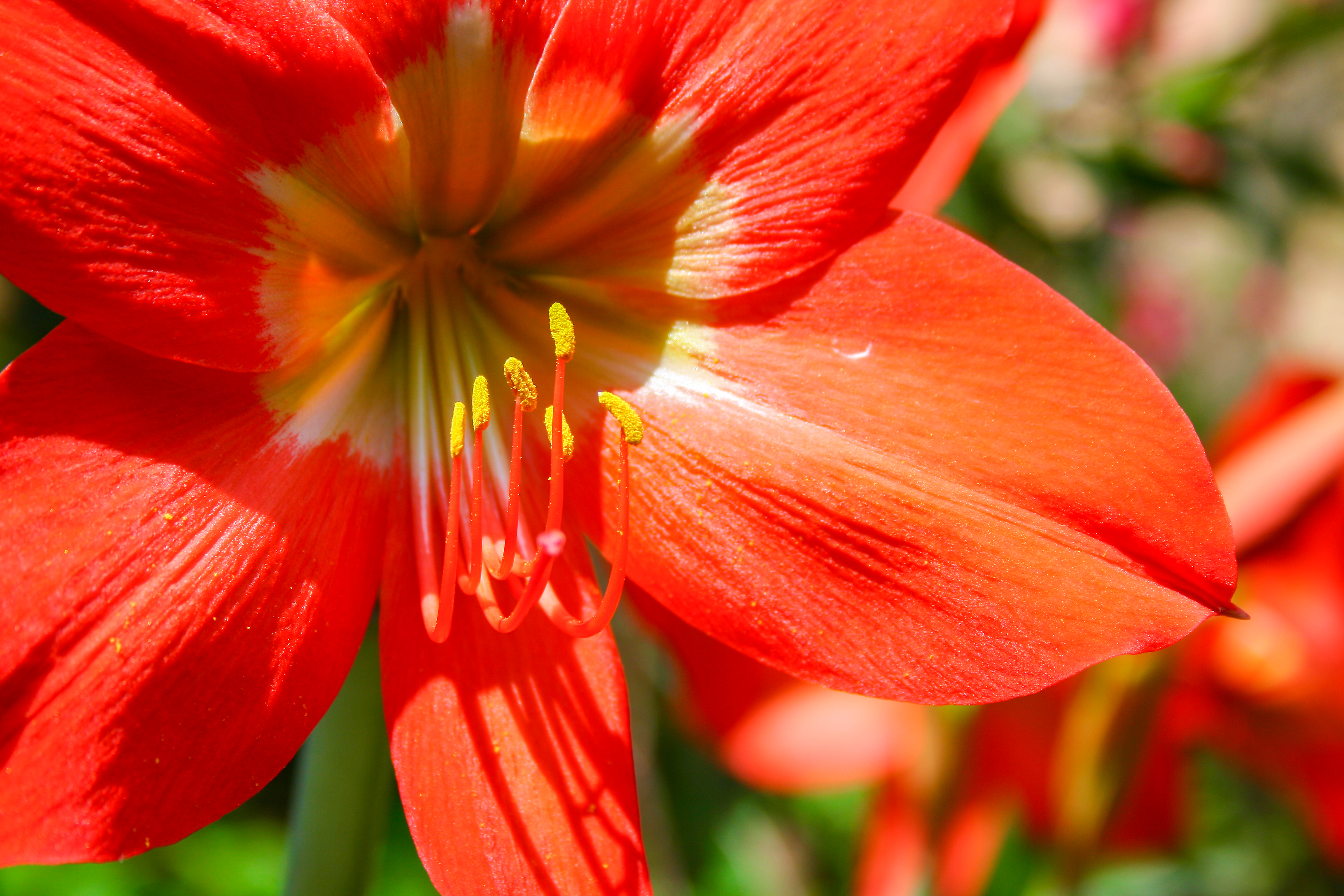
Розкрита квітка гіпеаструма
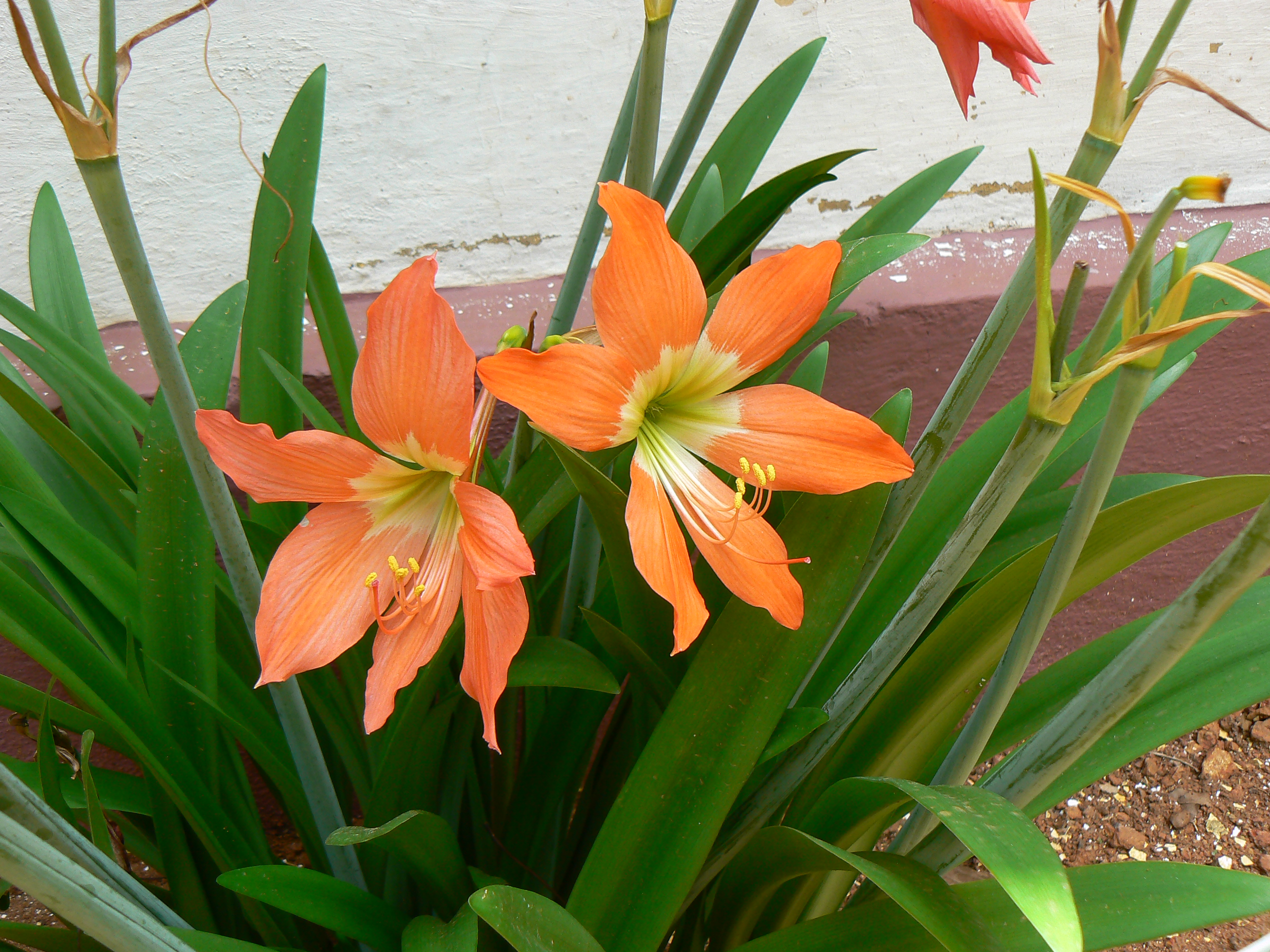
Рослина, що квітне
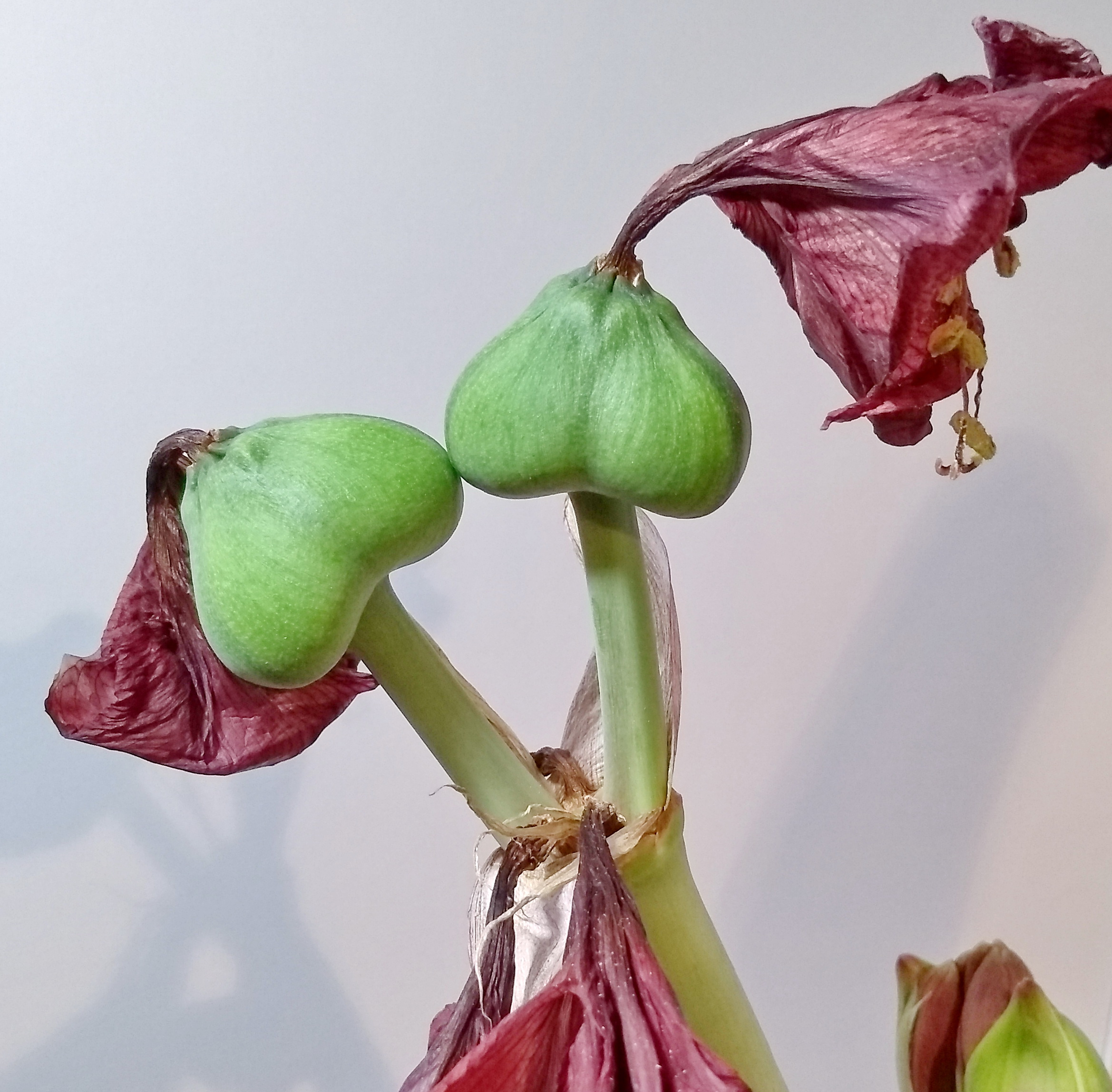
Зав'язь плодів
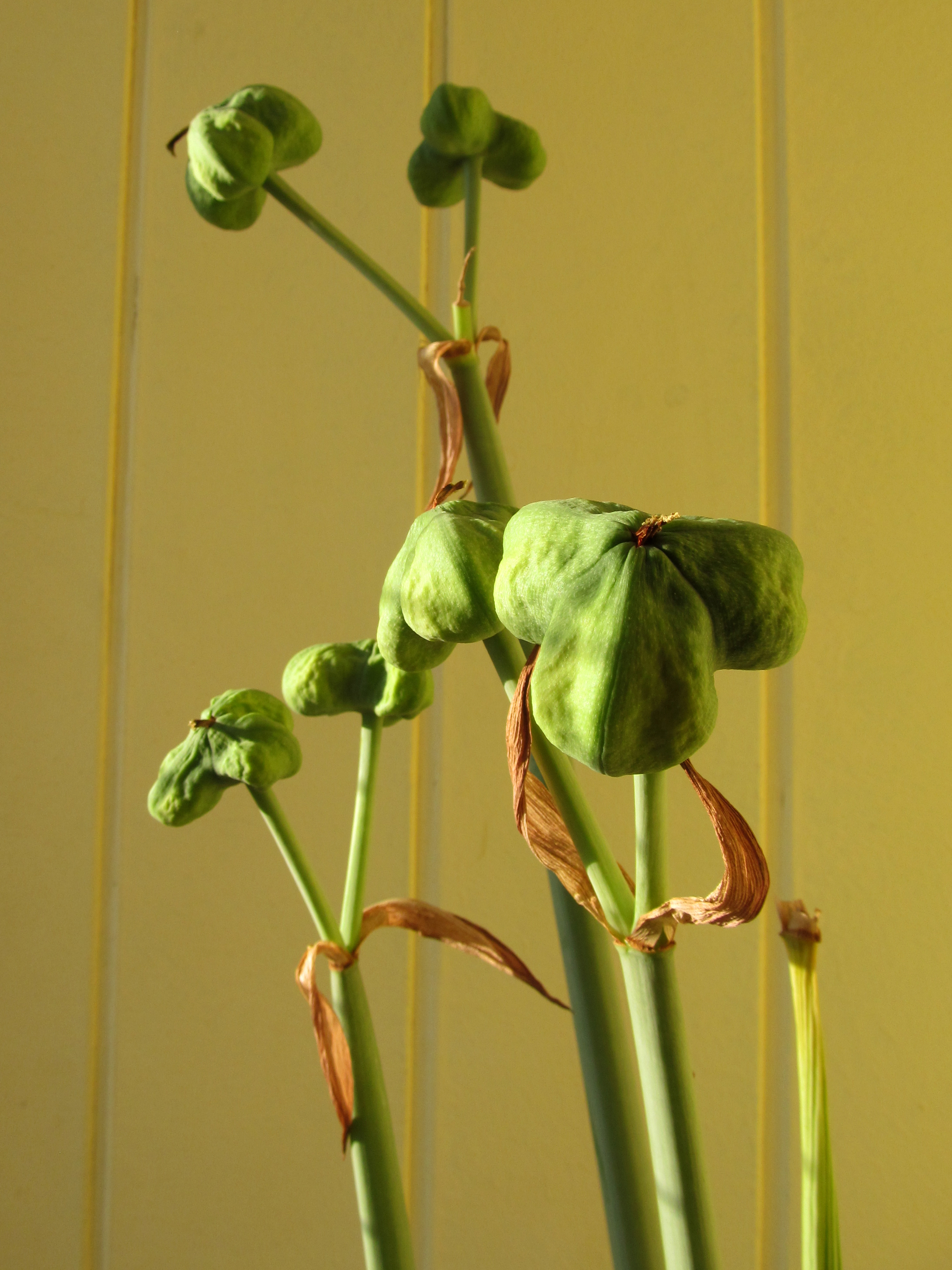
Дозрівання плодів гіпеаструма
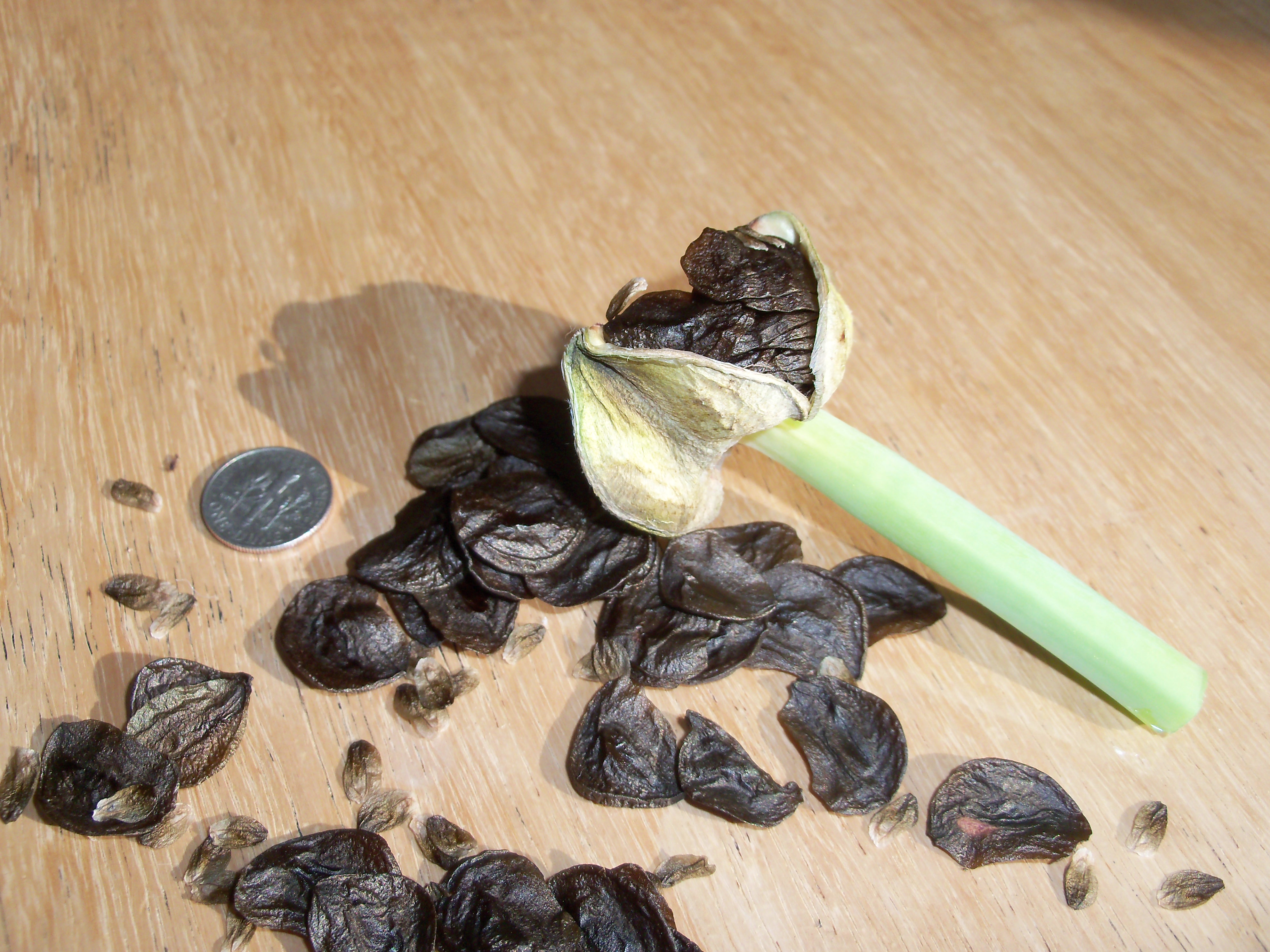
Розкритий плід зі стиглим насінням гіпеаструма